# Winchester Special
Winchester Special è un album di Lem Winchester e Benny Golson, pubblicato nel 1959 dalla Prestige Records (ma anche dalla Original Jazz Records e dalla New Jazz Records). Il disco fu registrato negli studi di Rudy Van Gelder il 25 settembre del 1959 a Englewood Cliffs nel New Jersey (Stati Uniti).

## Tracce
Lato A
1. Down Fuzz – 10:02 (Lem Winchester)
2. If I Were a Bell – 4:02 (Frank Loesser)
3. Will You Still Be Mine? – 7:00 (Matt Dennis, Tom Adair)

Lato B
1. Mysticism – 7:31 (Len Foster)
2. How Are Things in Glocca Morra? – 4:11 (Burton Lane, E.Y. Harburg)
3. The Dude – 6:42 (Lem Winchester)

## Musicisti
- Lem Winchester - vibrafono
- Benny Golson - sassofono tenore
- Tommy Flanagan - pianoforte
- Wendell Marshall - contrabbasso
- Arthur Taylor - batteria